# Російсько-український словник (1924—1933)
Російсько-український словник: в 4-х томах  (відомий також під назвою «Академічний словник») — російсько-український словник за редакцією Всеволода Ганцова, Григорія Голоскевича, Марії Грінченко, головними редакторами якого були академіки Агатангел Кримський та Сергій Єфремов. 
Академічний російсько-український словник за редакцією А. Кримського та С. Єфремова є найґрунтовніший натепер російсько-український словник, джерело питомої української лексики, значення якого для дальшого розвитку української мови важко перебільшити. 
Перші три томи було написано у 1924—1933 роках. Четвертий том було повністю підготовлено Єфремовим і він вже здав його до друкарні, але цей склад був розсипаний за наказом урядових органів Радянсько-російської влади. Після видання трьох томів, в умовах «благотворного» впливу російської мови на українську, радянські мовознавці визнали словник  «буржуазно-націоналістичним», непридатним для використання через проявлені «буржуазно-націоналістичні тенденції», спрямовані на відрив української мови від російської. За радянських часів лексичний матеріал словника не використовували.

Наприкінці XX ст. словник повернувся до наукових зацікавлень мовознавців, адже відбиває реальний, ще не русифікований стан української літературної мови початку XX ст.
Письменник О. Є. Ільченко стверджував, що один із урятованих примірників IV тому йому пощастило побачити в 50-х роках серед раритетів бібліотеки Британського музею в Лондоні. Станом на 2020 рік жодних слідів оригіналу чи копії Єфремового рукопису четвертого тому не було знайдено й четвертий том вважається втраченим.

## Електронне видання 1-3 томів
У 2007 році вийшов диск з електронною версією перших 3 томів (літери А — П. Електронне видання словника уможливлено завдяки частковій підтримці Наукового Товариства ім. Шевченка в Америці з Фонду ім. Івана Романюка, а також окремих донорів, серед яких Ольга Кочега, Віктор Кубайчук та Василь Старко. Електронну версію підготували Андрій Рисін та Олександер Телемко. Організаційну роботу виконав Юрій Марченко (київське видавництво «К. І. С.»). Інтернет-версію (r2u.org.ua) розробив Андрій Рисін.

## Оцінки та критика
Ідеологічно мотивована негативна критика, якої зазнав словник, зумовила заборону I — III томів словника і знищення IV тому. Радянській владі був необхідний формальний привід для виправдення своїх дій під час згортання українізації.
Хоча учасники високо оцінювали великий обсяг словника, широку синонімію, подання фразеологічних зворотів, на думку більшості радянських мовознавців словник мав суттєві недоліки. Серед них головними були: орієнтація на застарілі джерела, невідповідний реєстр слів, вигадані самими авторами слова, зокрема, такі: прирошатися, прирум'янений, прирум'янити,  прирум'янювати, приручіння, приручніти, приряддя, прис. Також мовознавці визначали граматичні неточності, викликані неусталеністю правопису, технічні помилки. О. Курило відзначала «неправильні або неточні переклади, часом з неточними ілюстраціями або взагалі без них, що пояснюється захопленням синонімікою, але без належної уваги на те, щоб маркувати синонім; вживання літературних і діалектних форм не унормоване; наявність термінів, що розбігаються з термінами, ухваленими у відповідних термінологічних словниках». О. Синявський зауважив: «наявність жаргонізмів, які суперечать українській мові; деякі із жаргонізмів, можливо, вперше з’являються у словнику і, ймовірно, є витворами упорядників; деструктивний наголос; брак належної наукової організації й принциповості фразеологічного матеріалу, цитат, джерел; до українських слів бракує цитат, джерел; упорядники подають словник як проєкт, можливо і надуживають цим правом».
Однак укладачам словника, попри всі заборони, критику та ідеологічний тиск із боку влади, вдалося використати найкращі лінгвістичні здобутки української перекладної лексикографії й укласти словник, який не втрачає авторитету до сьогодні.
Сучасна критика словника є багатоаспектовою і спрямована переважно на спростування звинувачень радянського часу та виявлення його переваг порівняно з пізнішими російсько-українськими словниками. Загальновизнанними є такі переваги словника: відсутність мовних покручів у перекладній частині, наведення термінів з українськими основами, використання питомо українських моделей словотворення, багатство та разгалуженність поданих у словнику дериваційних ланцюжків, значна кількість синонімів та фразеологізмів, наявність лінгвістичних позначок.